# Sverigetopplistan
La Sverigetopplistan, conosciuta in precedenza come Topplistan e Hitlistan, è la classifica ufficiale per il mercato musicale in Svezia, creata nell'ottobre 2007 e fondata sui dati di vendita raccolti da IFPI Sverige. A partire dalla fine del 2006, la classifica tiene in considerazione anche i download legali.
Al 2014 la classifica raggruppa le seguenti categorie:
- Top 60 Singoli
- Top 60 Album
- Top 20 DVD
- Top 20 Suonerie